# عمرو القنا
عمرو القنا، هو أبو المصدى عمرو بن عميرة العنبري السعدي التميمي. شاعر فحل من بني سعد بن زيد مناة، من بني تميم، كان من رؤساء الأزارقة الخوارج وفرسانهم الشجعان الأشداء. وكان يُعرف بعمرو القنا. ويكنى بأبي المصدَّى. وأشتهر بوقائعه مع الخوارج في حروبهم مع المهلب بن أبي صفرة. وكان حياً أيام اختلاف الأزارقة فيما بينهم عام 77هـ، الأختلاف الذي حدث بين قطري بن الفجاءة وعبد ربة الكبير.

## أشعاره
- من أجمل أشعاره.[3]

| اليَومَ عَمروٌ وَغَداً عَبيدَه |  | كِلاهُما شَوكَتُهُ شَديدَه |
| كِلاهُما غايَتَهُ بَعيدَه    |  | كِلاهُما طَعنَتُهُ عَنيدَه |
| كِلاهُما صَعدَتُهُ جَريدَه    |  | كِلاهُما وَقعَتُهُ مُبيدَه |
| كِلاهُما فِرارُهُ مَكيدَه    |  |                    |

- من أشهر قصائده التي يمدح فيها نفسه.[4]

- وله قصيدة أخرى.[5]

- ومن أشعاره في الدنيا.[6]

- قصيدة أخرى له.[7]